# Fondazione Centro Studi Tiziano e Cadore
La Fondazione Centro Studi Tiziano e Cadore è un centro di ricerca senza scopo di lucro con sede a Pieve di Cadore. Essa si dedica ad approfondire lo studio del pittore Tiziano Vecellio, la storia e la cultura del Cadore. Il patrimonio della Fondazione consta anche di una biblioteca e di una piccola collezione d'arte.

## La Storia

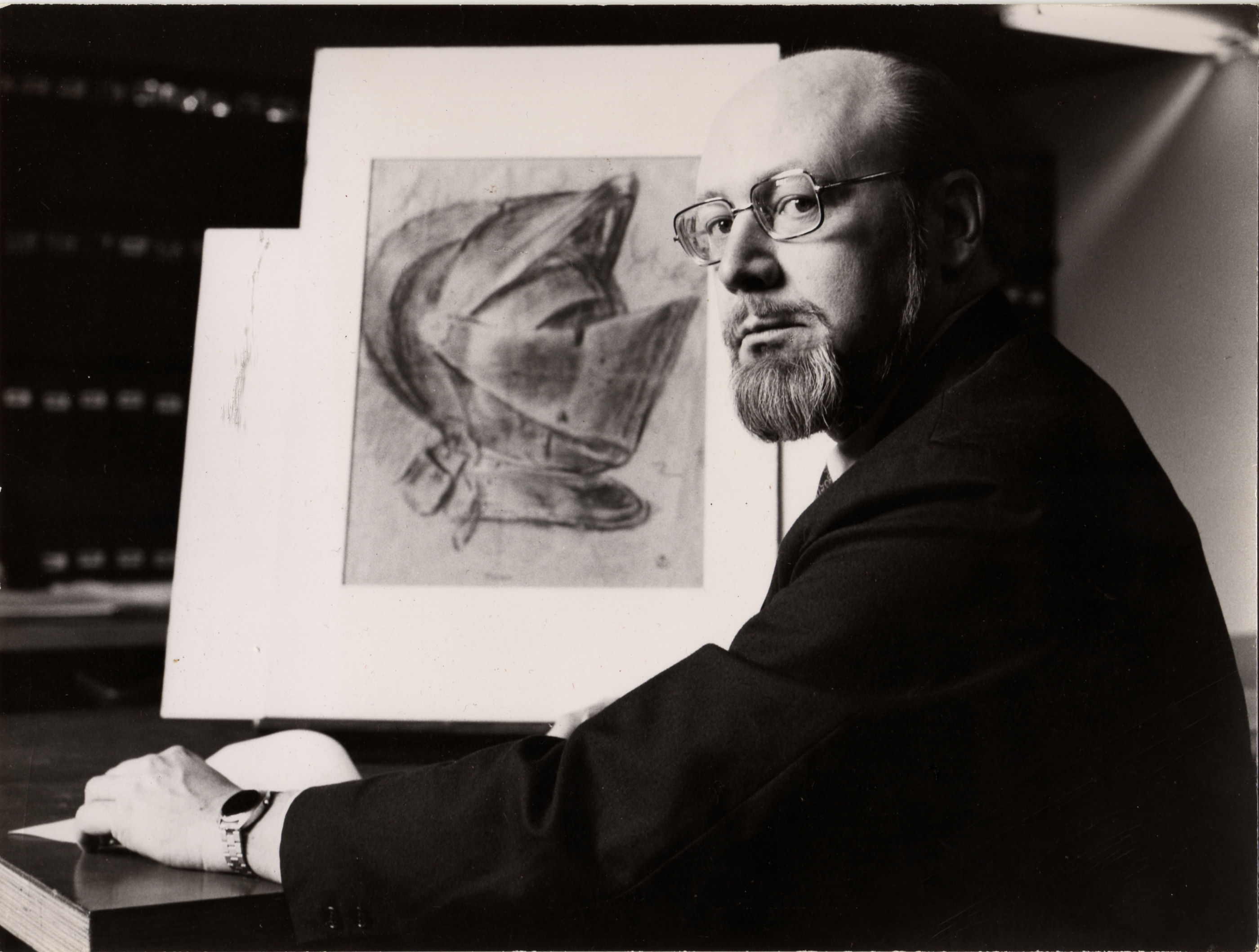
W.R. Rearick (1930 - 2004) studioso statunitense, esperto di pittura veneta e di disegno rinascimentale

Costituita nel 2003 dalla Magnifica Comunità di Cadore, in accordo con il Comune di Pieve di Cadore, la Fondazione prende avvio da un'idea di Francesco Valcanover (1926-2016), studioso di pittura veneziana. Egli intende creare infatti un'istituzione dedicata allo studio di Tiziano, avvalendosi di un comitato scientifico internazionale, originariamente composto da Bernard Aikema (1949--), Augusto Gentili (1943--) e W. R. Rearick (1930-2004). La fondazione nasce con il compito specifico di ampliare e arricchire la conoscenza e lo studio di Tiziano nel contesto politico, religioso e culturale, del Cadore, di Venezia, e delle corti europee. 
Gli studi portati avanti cercano inoltre di fare chiarezza sul problema delle attribuzioni e sull'organizzazione del lavoro nella bottega del pittore rinascimentale. Tuttavia come stabilito dallo statuto la Fondazione non può rilasciare dichiarazioni di autenticità sulle opere d'arte a fini finanziari o commerciali. Gli studi della Fondazione non si limitano ad approfondire soltanto le tematiche artistiche legate a Tiziano, bensì sono volti anche ad indagare e approfondire la storia e la cultura del Cadore nelle sue manifestazioni particolari e generali, dal passato ad oggi.
Fin dal primo anno di istituzione pubblica la rivista Studi Tizianeschi,  con l'obiettivo di aggiornare e divulgare gli studi più aggiornati sull'arte e sulla figura del pittore cadorino. Dal 2005 si occupa inoltre di organizzare conferenze pubbliche, dibattiti e visite ai siti storici della regione del Cadore, oltre a quattro linee editoriali di approfondimento su Tiziano. Nel 2013, in occasione del decimo anniversario dalla costituzione, la Fondazione organizza una mostra intorno al dipinto di Tiziano che ritrae Jacopo Pesaro presentato a San Pietro da Papa Alessandro VI (conservato al Koninklijk Museum voor Schone Kunsten di Anversa).

## La Biblioteca tizianesca e la collezione d'arte

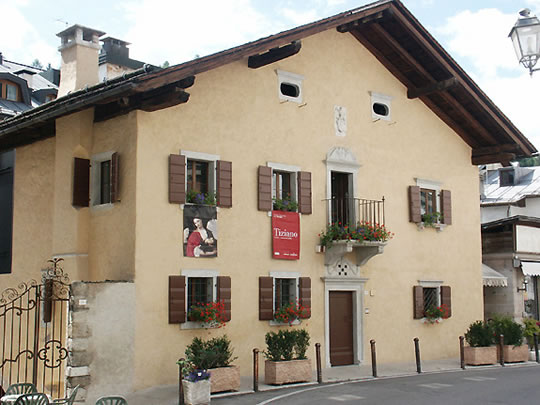
Casa di Tiziano l'Oratore, Pieve di Cadore (Belluno)

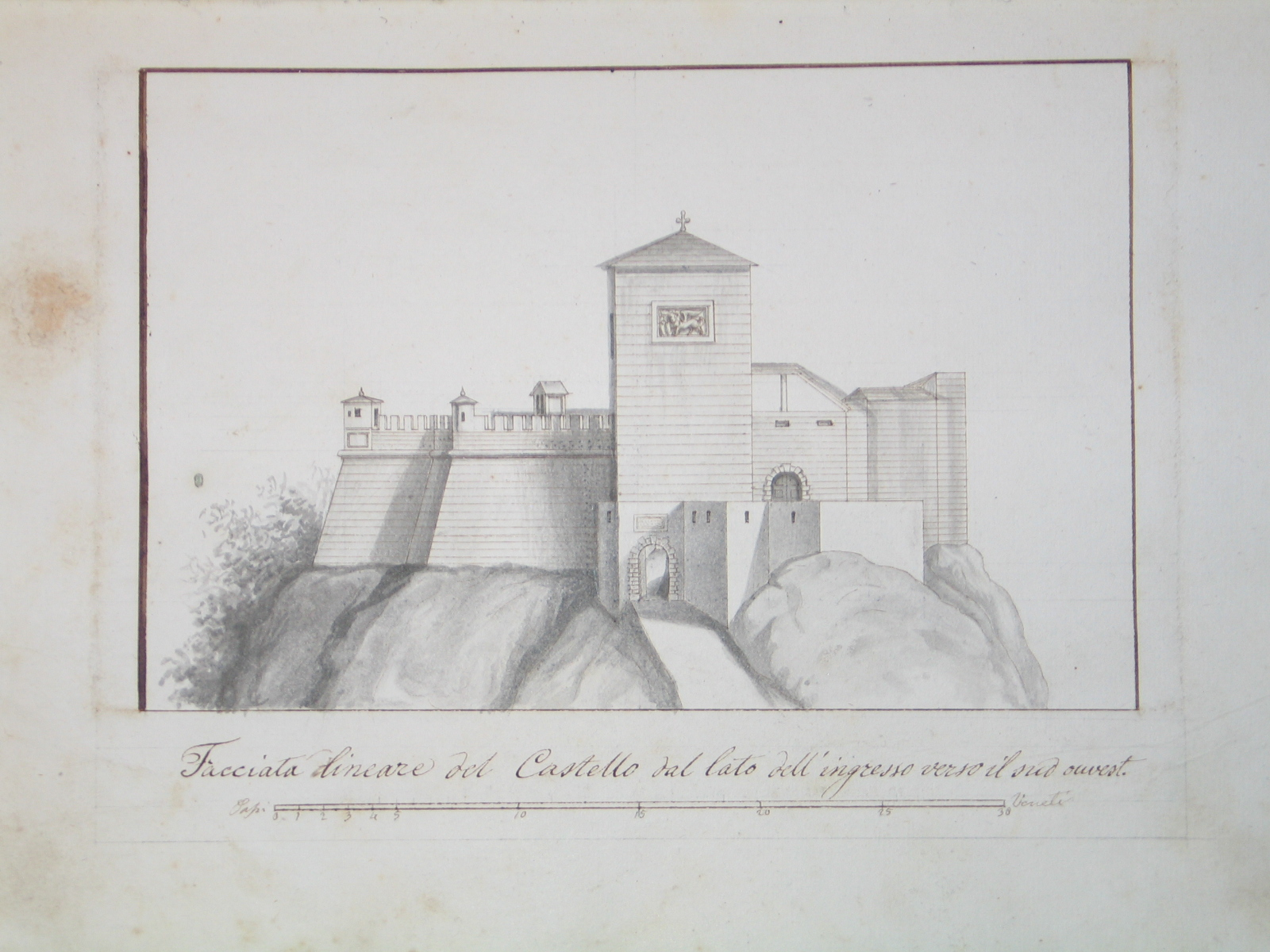
Manoscritto “Il Castello di Pieve ed altre Memorie storiche del Cadore, inizi del XIX secolo, autore anonimo

Pieve di Cadore custodisce due nuclei archivistico librari molto importanti, ognuno dei quali avente una propria sede. Il primo e più datato nucleo trova posto nel Palazzo della Magnifica Comunità di Cadore ed è costituito da documenti, articoli e libri su Tiziano, raccolti e catalogati da Celso Fabbro (1883-1974). In particolare il fondo è costituito da circa 500 volumi datati tra il XVI e il XXI secolo. Tra i volumi più importanti vi sono sei cinquecentine, numerose prime edizioni e rari volumi su Tiziano, editi prima degli anni sessanta del Novecento. 
Il secondo nucleo invece viene acquisito nel 2004 proprio dalla Fondazione Centro Studi Tiziano e Cadore come lascito da parte di R. W. Rearick della sua personale biblioteca di libri sull'arte e la storia del Rinascimento veneziano.  Al suo interno sono presenti rari libri del XVI secolo, un manoscritto illustrato che descrive il castello di Pieve di Cadore e le chiese nella zona circostante. Il nucleo è costituito anche da altro materiale bibliografico più recente e contemporaneo. Questa seconda parte della biblioteca è ospitata all'interno della Casa di Tiziano l'Oratore, dove è conservata anche una preziosa collezione di stampe che riproducono le opere di Tiziano. Nello specifico la Casa di Tiziano l'Oratore, anche sede della fondazione, è un edificio del Cinquecento in stile cadorino, un tempo abitato dal cugino del più noto artista, noto appunto come Tiziano l'Oratore e da cui l'edificio prende il nome. 

## Presidenti della Fondazione
- 2003-2007 Vittorio Tabacchi

- 2007-2010 Livio Barnabò

- 2011-in carica Maria Giovanna Coletti